# تعلقه سوکور
تعلقه سوکور (به انگلیسی: Sukkur Taluka) یک تعلقه یا تحصیل در پاکستان است که در ایالت سند واقع شده‌است.